# Príam Villalonga Cerdà
Príam Villalonga Cerdà és un polític mallorquí del Partit Socialista de les Illes Balears. Va néixer a Palma l'any 1946. És militant del PSOE des de 1981, on ha ocupat diversos càrrecs executius. Ha estat president de la Junta del port de Palma. L'any 2001 va substituir Misericòrdia Ramon al capdavant de la Conselleria d'Innovació i Energia del Govern balear.